# Safonovo (oblast de Mourmansk)
Safonovo (en russe : Сафоново) est une commune urbaine de l'oblast de Mourmansk, en Russie. Sa population s'élevait à 5 736 habitants en 2019.

## Nom
Safonovo doit son nom à l'aviateur Boris Safonov (1915-1942), tombé au champ d'honneur, deux fois Héros de l'Union soviétique.

## Géographie
Safonovo se trouve au nord de la péninsule de Kola, au bord de la baie de Kola, à 6 km au sud-ouest de Severomorsk, à 13 km au nord-est de Mourmansk et à 1 496 km au nord de Moscou.

## Administration
Safonovo appartient administrativement à l'okroug urbain de Severomorsk, qui est une ville fermée. 

## Histoire
L'endroit est mentionné au début du XXe siècle comme comprenant quelques cabanes de pêcheurs, sous le nom de Gouba Griaznaïa (ce qui signifie embouchure boueuse). Son destin se transforme radicalement, lorsqu'il est décidé en 1936 de construire un aérodrome au bord de la mer devant servir à l'aviation de marine de la Flotte du Nord. Depuis lors, la destinée de l'endroit est entièrement liée à la Flotte du Nord. On construit quelques bâtiments administratifs de pierre et des petits immeubles d'habitation à trois étages supérieurs, comme l'on en voit partout alors en URSS, mais la majorité des habitants vivent dans des isbas de bois plus faciles à chauffer. La plupart sont détruites dans les années 1980-1990. Le village reçoit son nom actuel le 15 juillet 1954, en l'honneur du héros aviateur Safonov. En 1966, il est rattaché à l'okroug urbain de la ville fermée de Severomorsk.
Actuellement, le petit bourg possède trois rues : la rue de Préobrajenski, nommée ainsi en l'honneur du Héros de l'Union soviétique Evgueni Preobrajenski (1909-1963), général d'aviation, ancien commandant des forces aériennes de la Flotte du Nord ; la rue de Verbitski, nommée ainsi en l'honneur du Héros de l'Union soviétique Mikhaïl Verbitski (1917-1944), pilote de la Flotte du Nord, tué au combat le 4 mars 1944 ; et enfin la rue de l'École, où comme son nom l'indique se trouve l'école.
La bourgade dispose d'une école primaire et secondaire et d'un petit conservatoire, ainsi que d'un cercle des officiers situé dans un bâtiment néoclassique à portique corinthien et un petit musée des forces aériennes de la Flotte du Nord, inauguré en 1976. Un monument avec une allée des héros (représentés en buste) commémore les anciens combattants morts au combat de l'aviation de marine de la Flotte du Nord.

## Population
Recensements (*) ou estimations de la population
| 1970* | 1979* | 1989* | 2002* | 2010* | 2012  | 2013  |
| ----- | ----- | ----- | ----- | ----- | ----- | ----- |
| 4 738 | 6 033 | 7 661 | 4 853 | 5 255 | 5 289 | 5 188 |

| 2014  | 2015  | 2016  | 2017  | 2018  | 2019  | 2020 |
| ----- | ----- | ----- | ----- | ----- | ----- | ---- |
| 5 109 | 5 246 | 5 287 | 5 574 | 5 666 | 5 736 | -    |

## Économie
Safonovo dispose d'un chantier naval qui répare des sous-marins et des navires de surface à propulsion nucléaire de la Flotte du Nord.